# 로도스의 멤논
멤논(현대 그리스어: Μέμνων, 라틴어: Memnon, 기원전 380년 - 기원전 333년)은 그리스인이면서 아케메네스 왕조 페르시아 제국의 다리우스 3세를 섬겼던 군인(용병)이다. 다른 동명의 인물과 구별하여 로도스의 멤논(현대 그리스어: Μέμνων ο Ρόδιος)이라고 불린다. 알렉산더 대왕의 동방원정 때 보급이 부족하다는 것을 알고서, 초토화 작전을 다리우스 3세에게 제안했다. 그라니코스 전투에서는 용병군을 이끌었지만, 그의 부대가 승기를 탄 알렉산더 대왕의 부대에 학살을 당했다.
멤논의 아내인 바르시네는 원래는 멤논의 형 멘토르의 아내였다. 그러나 멘토르의 사후 멤논은 바르시네를 자신의 아내로 삼았고, 멤논이 죽은 후에는 알렉산더 3세의 첩이되었다.

## 생애
동방원정을 시작한 알렉산더 3세와의 직접 대결을 피하기 위해 적의 식량보급을 끊기 위한 초토화를 다리우스 3세에게 제안한다. 그러나 현지 태수의 반대로 이 방안은 기각되었다. 그 때, 페르시아인 장수는 ‘우리 백성의 집에 불을 붙이는 터무니없는’, ‘그리스 용병에게는 전쟁이 길어지면 보수가 많아서이기 때문일 것’이라고 불쾌감을 드러낸 것으로 알려졌다. 그리고 페르시아 군은 그라니코스 전투에서 참패를 당했고, 그리스 군은 엄청난 전리품을 얻었다. 패전의 소식을 들은 다리우스 3세는 “멤논이 말한 대로 했더라면...”라고 한탄했다.
이후 멤논은 소아시아에서의 열세를 만회하기 위해 분주하게 페르시아 군을 바로잡고, 알렉산더 3세도 섣불리 손을 댈 수 없는 상황을 일시적으로 만들어 냈다. 또한 그리스의 반공 작전조차 계획했지만 곧 병사하게 된다.